# Amblycratus striata
Amblycratus striata är en insektsart som beskrevs av Caldwell 1952. Amblycratus striata ingår i släktet Amblycratus och familjen vedstritar. Inga underarter finns listade i Catalogue of Life.